# Syriana (colonna sonora)
Syriana è la colonna sonora originale, su etichetta RCA Victor, dell'omonimo film del 2005 diretto da Stephen Gaghan vincitore del Golden Globe e Academy Award con Kayvan Novak, Matt Damon e George Clooney. La musica e le canzoni originali sono composte da Alexandre Desplat.
L'album è stato candidato per il Golden Globe per la miglior colonna sonora originale.

## Tracce
1. Syriana – 2:28
2. Driving in Geneva – 2:45
3. Fields of Oil – 2:10
4. The Commute – 4:22
5. Beirut Taxi – 3:46
6. Something Really Cool – 1:38
7. Syriana (Piano Solo) – 3:18
8. I'll Walk Around – 2:37
9. Access Denied – 2:51
10. Electricity – 3:59
11. Falcons – 0:57
12. The Abduction – 4:17
13. Tortured – 2:17
14. Take the Target Out – 1:23
15. Truce – 1:42
16. Mirage – 1:39
17. Fathers and Sons – 3:38